# آزاد الشكرجي
د. آزاد كارسول الشكرجي (ولد في أربيل عام 1953)، رجل أعمال وخبير اقتصادي عالمي عراقي الأصل أسس العديد من المشاريع والأعمال الاقتصادية والإستثمارية والتعليمية في أوروبا والشرق الأوسط وفي مجالات الإعمار والإتصالات والحديد.

## سيرته
إضافة إلى النشاط السياسي امتلك الدكتور ازاد الشكرجي رؤية ثاقبة لمستقبل العراق الذي غادره قبل خمس وثلاثين عاما ابان حكم النظام العراقي السابق الذي كان معارضا له مع الكثير من المعارضين السياسيين والاقتصاديين والاكاديميين ونجح في خارج العراق بتأسيس العديد من الشركات العالمية والعلاقات والمشاريع الاقتصادية والاستثمارية والتعليمية في السويد ورومانيا وبريطانيا ولبنان وغيرها من البلدان وبقيت في قلبه لوعة وشغف لإعادة إعمار وطنه، وبعد سقوط النظام العراقي السابق عاد ليعمل على بناء العراق الذي دمرته الحروب التي طالته طوال العقود والسنوات الماضية اذ شيد من خلال عودته إلى أربيل عاصمة إقليم كردستان وطنه الام، محطات نجاح مهني واجتماعي وإنساني وبدء بالمشاريع السكنية والعمرانية في الإقليم ومحافظة كركوك التي ساهم في النهضة العمرانية فيها الذي كان مؤمنا وعلى ثقة مطلقة بالوصول إلى مرحلة ذهبية يشهدها العراق عامة وإقليم كردستان خاصة، وقد أسس وعمل بعد عودته إلى العراق بتوطيد وتنمية العلاقات الدولية بين بلده والبلدان التي عمل فيها خارج العراق وكان من أوائل الذين اطلقوا عملية تنمية العلاقات الاقتصادية والاستثمارية وتفعيل صداقات مشتركة ما بين العراق وكردستان من جهة ولبنان والسويد ورومانيا وغيرها من جهة أخرى، وهو متزوج ولديه ولدين من الأستاذة الجامعية الأردنية الأصل الدكتورة سيرين قطيشات.

## شخصيته ودراسته

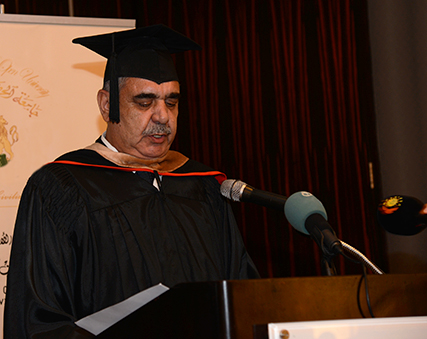
حصوله على درجة الدكتوراه في إدارة الأعمال

حاصل على درجة الدكتوراه في إدارة الأعمال بدرجة امتياز من كلية الاقتصاد والأعمال وعنوان الاطروحة التي عمل عليها (الفروقات الأساسية بين اقتصاد الحكومة المركزية العراقية وإقليم كردستان) / جامعة icou ورسالة الماجستير تحت عنوان (تعويم العملة العراقية في سوق النقد العالمي) جامعة كاليفورنيا FCE، فأصبح بما يتمتع من خلفية علمية وفكرية، وخبرة واسعة في الدراسة والتخطيط، فبات حاجة في المجتمع. ووجها بارزاً ناجحاً في تنفيذ مشاريع أنهض بها قطاعات اقتصادية تهمش تنفيذها خلال فترة النظام السابق بسبب التضييق والإهمال والفساد، ما ساهم في توطيد خطواته بعد أعوام من الهجرة، وافسح له المجال إلى أن تسمو أعماله ومشاريعه في أوروبا وتزدهر، وإلى تحقيق أكبر مشروع سكني في العراق «مشروع آزاد السكني» أو "Azad City" ويشمل 4600 وحدة سكنية، وتعتبر خدماته مميزة وخاصة وسائل الراحة. ويقع المشروع في منطقة كركوك حقق من خلاله أحلاماً راودته، ويسهم هذا المشروع في حل أزمة سكن تعاني منها محافظة كركوك.

## إنجازاته وأعماله
وسعى في أعماله وتطلعاته إلى إنقاذ وطنه شعبا ودولة من آفات، فعاش هموم المواطن العراقي الكوردي، ولبى تحقيق حاجاته الاقتصادية، واطلق شبكة اتصالات "Azad Cell" التي تؤمن للمواطن العراقي كافة خدمات الاتصالات وبكلفة تتناسب مع شرائح المجتمع يمكن توفير ما يصل إلى 85% عند الاتصال من الخارج عبر بطاقة “Go Sim” الدولية في 180 بلدا مع أسعار «تجوال» (رومنغ) منخفضة ومتدنية تتراوح بين 19 إلى 29 سنتا أمريكيا في الدقيقة الواحدة، ما يسهل أعمال الحياة من عالم الاتصالات والعقارات، ودخل إلى عالم البورصات والخدمات المالية واسس شركة «آزاد اف اكس» (Azad FX) واحدث بذلك تحولاً نوعياً على صعيد الإنماء، فادخل أول شركة للبورصة إلى إقليم كوردستان في العاصمة أربيل، حيث تواكب الشركة السوق المالية، مع مدن عالمية منها لندن وبيروت وقبرص، وقد ساهمت الشركة في زيادة الاستثمار بتداول العقود وتداول الحسابات والمعادن، بغية منح العملاء مرونة وقدرة عالية. وتعمد شركة "Azad FX" إلى مواكبة الاستشارات المالية عبر الوسائل الحديثة من خلال برنامج يؤمن خدمات الوساطة المالية عبر الانترنت.
وبعد مشروعه الاضخم في كركوك "Azad City" واطلاقه شبكة "Azad Cell" في عالم الاتصالات، أسس شركة تعمل عبر نظام الهياكل الفولاذية الخفيفة "Azad Steel"، وبنى من اجل ذلك مصنعا ضخما في كردستان بلغت كلفته 93 مليون دولار. نظام الهياكل الفولاذية الخفيفة هي تكنولوجيا تعرف بانها رائدة للحلول المتكاملة لتصنيع الهياكل والدعامات الفولاذية الخفيفة الوزن. ويمكن استخدامها في تشييد مختلف أنواع المباني السكنية التجارية أو الصناعية. لم يطل الامر كثيرا فتقدمت الشركة لبناء مصانعها في إقليم كردستان فلاقت ترحيبا وتشجيعا حيث منحتها الحكومة هناك ارضا لبناء المشروع عليها.

## إنشاء مدينة آزاد السكنية في كركوك
انشئ أكبر مشروع سكني في العراق «مشروع ازاد السكني» أو "Azad City" ويشمل 4600 وحدة سكنية، والتي تعتبر خدماته مميزة. ويقع المشروع في محافظة كركوك، ويسهم هذا المشروع في حل أزمة سكن تعاني منها محافظة كركوك.

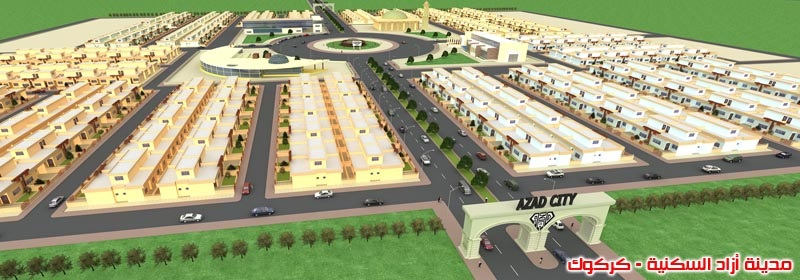
مدينة ازاد السكنية (ازاد سيتي) محافظة كركوك

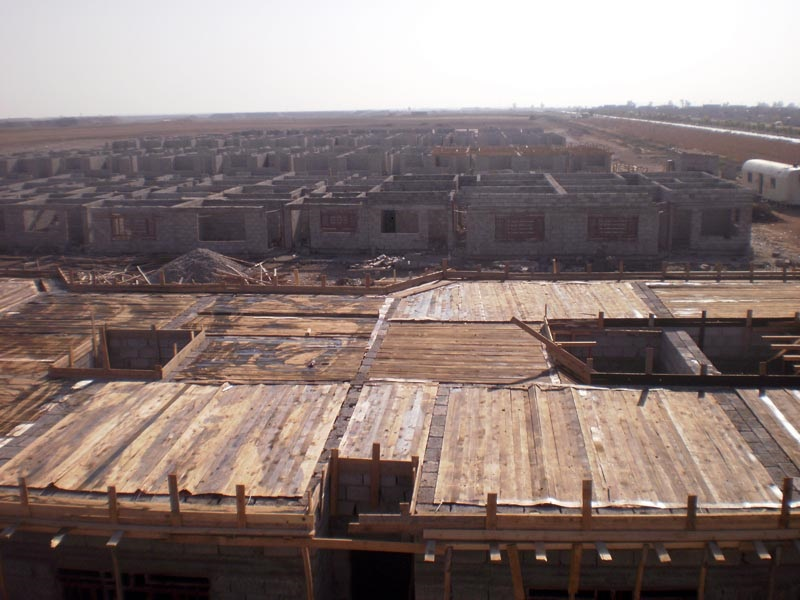
النشاط العمراني (ازاد سيتي) محافظة كركوك

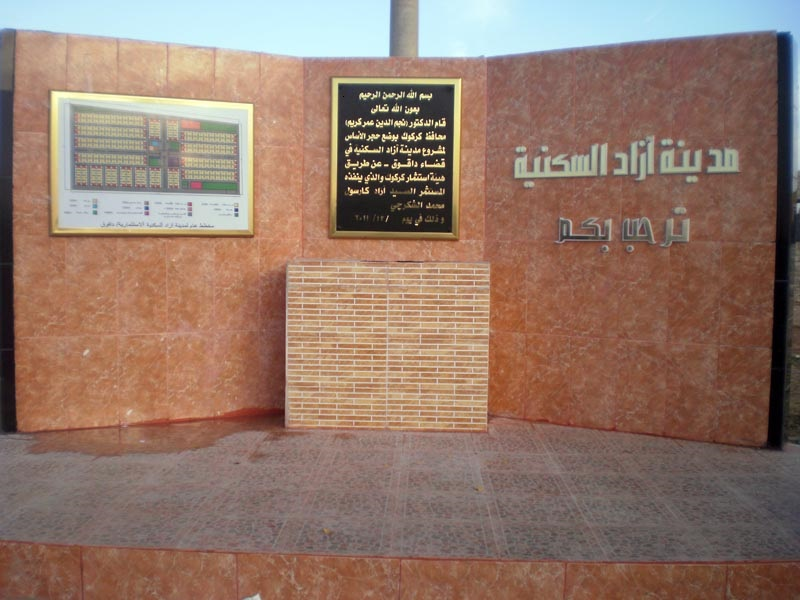
حجر الاساس (ازاد سيتي) محافظة كركوك

- تقدر المساحة الكلية للمدينة ب (1000) دونم أي (2500000) م2 .

ويتألف المشروع من:
- إنشاء دور سكنية (4600) وحدة سكنية مفرده وبمساحة (200)م2 للدار الواحدة وان مساحة البناء (125)م2 , وان المساحة الاجمالية للدور (1150000)م2 تقريبا.
- إنشاء مدارس عدد (6) كل مدرسة تحوي على (12) قاعة وان مساحة كل مدرسة (4200)م2 , وان المساحة الاجمالية للمدارس (25200)م2 .
- إنشاء مركز صحي وبمساحة (300)م2 .
- إنشاء مركز للشرطة وبمساحة (300)م2 .
- إنشاء دار حضانة عدد (2) بمساحة اجمالية (3200)م2 .
- إنشاء روضة أطفال عدد (2) وبمساحة اجمالية (3200)م2 .
- إنشاء مطعم عدد (2) وبمساحة اجمالية (800)م2 .
- إنشاء مسجد عدد (1) وبمساحة (1000)م2 .
- إنشاء (100) محل تجاري.
- بناء قاعة للأفراح والمناسبات بمساحة (400)م2 .
- بناء محطة غسيل وصيانة السيارات بمساحة (4000)م2 .
- إنشاء محطة توزيع الوقود.
- بناء عمارة من طابقين كمجمع طبي وصيدلية ومختبرات وعيادات طبية عدد (16) عيادة بمساحة (400)م2 .
- بناء فندق من اربع طوابق الأول يحتوي (4) محلات + مطعم +اما الطوابق الثلاثة الأخرى فتحوي (30) غرفة لكل طابق.
- بناء عمارة تجارية مكونة من اربع طوابق مساحة الطابق الواحد (400)م2 , وكل طابق يحتوي علي (20) مكتب.
- إنشاء مدينة العاب بمساحة (40000)م2 .

- وان إنشاء مدينة سكنية متكاملة في هذه المحافظة بالذات بعد في غاية الاهمية الاقتصادية والاجتماعية والسياسية حيث سيتم بيع الدور لكل العراقيين بغض النظر عن القومية أو الدينية، فضلا عن ان محافظة كركوك تعاني كيفية المحافظات من ازمة السكن وستكون هذه المدينة نموذجا لبقية المدن التي ستقام في هذه المحافظة والمحافظات الأخرى. 
- وبناء مدينة متكاملة وبهذه السعة تعد الأولى من نوعها حيث تتوافر فيها كل شروط المدينة النموذجية من حيث الدور السكنية والخدمات الترفيهية والتعليمية. 
- والاندثارات ستكون محدودة جدا وترتبط باندثارات الابنية والتي تقدر (5%) سنويا من القيمة الاجمالية للأبنية، فضلا عن اندثارات الموجودات الثابتة والتي ستكون بنسبة (10%) سنويا متمثلة بمولدات الديزل لتوليد الطاقة الكهربائية والسيارات والاثاث.

## آزاد ستيل (أنظمة الهياكل الفولاذية)

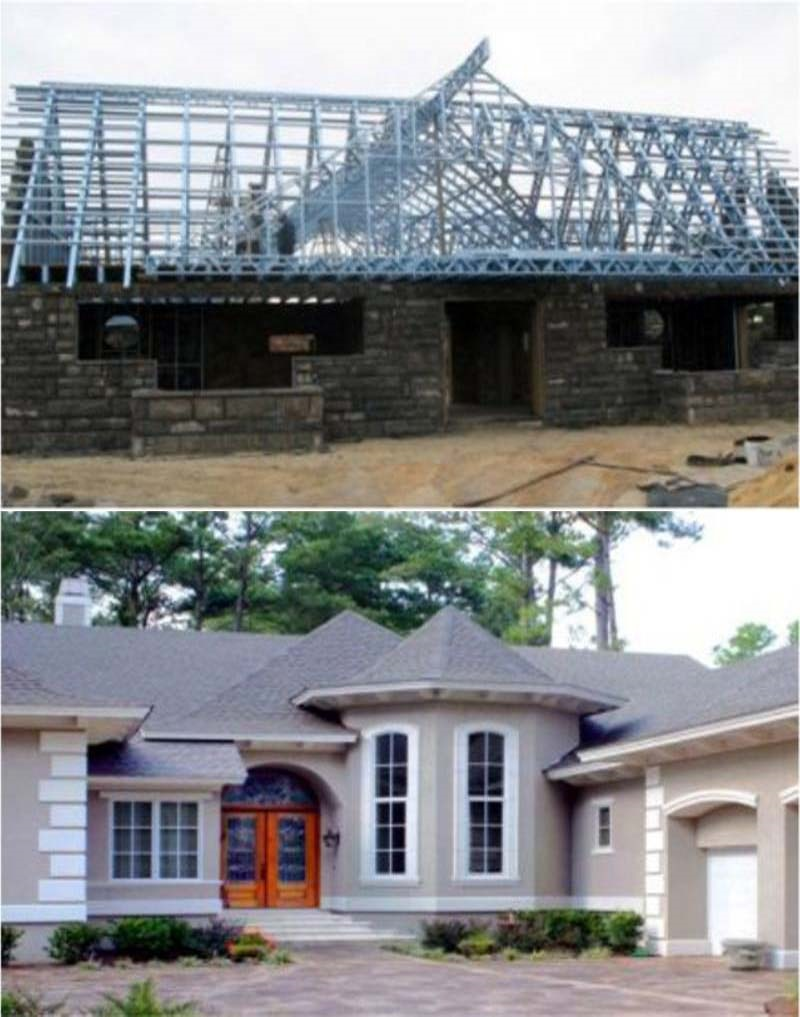
Steel framing is 100% fire resistant and therefore will not contribute to the spread of fire. UL and ULC conclude that steel building products will not raise the temperature, flame, or lose mass and is therefore "noncombustible" Insurance companies recognize this building system as a reduced risk for fire during construction.

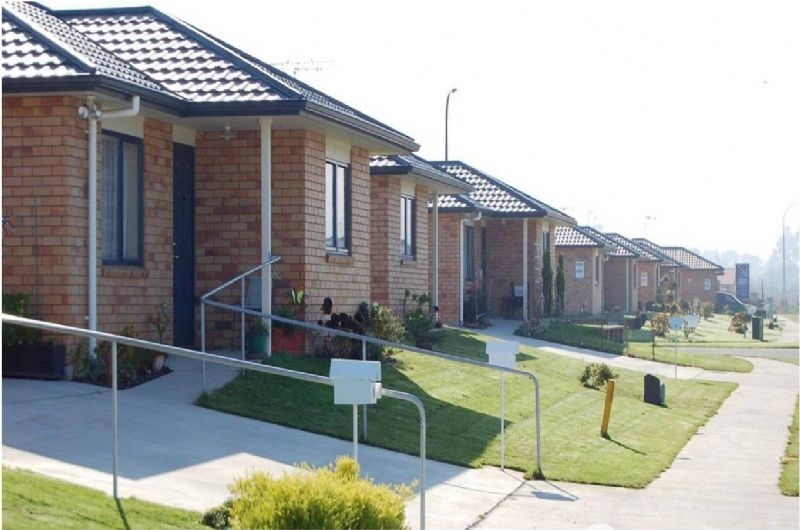

الإنشاءات الفولاذية الخفيفة الوزن تدمج معدات التصنيع الآلي للفولاذ مع برامج التصميم الهندسية مع مواد بناء عالية الجودة مع تدريب ودعم مكثف ما ينتج عنه فوائد كثيرة. ويمكن استخدام هذه الحلول الثورية في تصنيع الجسور والدعامات الخفيفة لمجموعة المباني التجارية المنخفضة والمتوسطة الارتفاع، ومباني حديدية للإستخدام التجاري كالمدارس والمستشفيات والعيادات والمباني المسبقة الصنع، القابلة للنقل، ومباني سكن العمال، والمباني الصناعية، والمستودعات والمجمعات العسكرية. واللافت ان أحد أنظمة هذه التكنولوجيا وهو نظام تصنيع الدعامات ينتج دعامات أسقف هندسية وارضيات في حين ان المصنع الواحد يتكون من مصانع عدة لصناعة الخشب والألمنيوم.

## مزايا أنظمة الهياكل الفولاذية
- تنوع التصميم: يشتمل برنامج التصميم على خيارات واسعة من التشطيبات لتحقيق السمات الجمالية المرغوبة للمشروع.
- بناء خفيف الوزن: تتمتع المقاطع بنسبة قوة إلى وزن عالية، لذا فإنها أخف من الخشب أو الطوب من نفس الحجم. وهذا يعني كتلة بناء أقل مما يولد تأثيرا إيجابيا على المقاومة الزلزالية للبناء ويتيح التصميم الاقتصادي للأساسات واضافة طوابق في بناء لم يصمم أصلا لطابق إضافي.
- يتمتع الفولاذ بتاريخ استخدام طويل في الإنشاءات نظرا لقوته ومتانته وسمته الاقتصادية. وتمتلك هياكل الفولاذ الخفيف المُشكل على البارد والمغلف هذه الخصائص وأخرى عديدة.
- اقتصادي: تعتبر هياكل الفولاذ المغلفن الخفيف المشكل على البارد أقل تكلفة من الأنماط الأخرى المنافسة في مجال الإنشاءات.
- قوي ومرن التصميم: يملك الفولاذ مرونة في التصميم المعماري بسبب قوته الكامنة، ما يمكننا من استخدام مساحات شاسعة ومنحنيات في تصاميمنا المعمارية.
- آمن ويدوم طويلاً: الإطارات الفولاذية لا تشتعل ولا تصدأ، ولا يمكن ان تأكلها الحشرات والقوارض، ما يجعلها مفضلة في الظروف البيئية القاسية، ولا تحتاج إلى المعالجة بمواد حافظة أو لاصقة أو مبيدات الحشرات ما يجعلها آمنة لبيئة العمل.
- إنتاج وتركيب إطارات الفولاذ: تصنع المباني الفولاذية باستخدام نظام الإطار. يمكن تصنيعها بسرعة كبيرة، وتشييدها باستخدام طرق متنوعة منها: هياكل مسبقة الصنع القابلة للتعديل أو القابلة للنقل أو البناء على الموقع، ما يتيح لنا مرونة في الإنشاء وبالتالي خفض النفقات العامة وانتاجية اعلى وتحسين الربحية.
- صديق للبيئة: يتسم الفولاذ بمزايا بيئية متعددة وفريدة، مثل طول عمر المنتوج، إمكانية إعادة التدوير، سهولة النقل، وهدر اقل للمواد الأولية.
- مقاومة للحريق: أختبرت الإطارات الفولاذية على درجة حرارة تفوق 1000 درجة مئوية.
- اختبار الزلازل: السلامة الهيكلية للمنازل المصنوعة باستخدام الإطارات الفولاذية أختبرت ضمن عملية محاكاة واسعة النطاق وكانت النتائج إيجابية.

## شبكة Azad Cell
اطلقت شبكة "Azad Cell" المختصة في الاتصالات الدولية عبر الأقمار الاصطناعية شريحة "Go Sim" ذي الدفع المسبق بعدما اجري تجارب لأسابيع عدة حيث بدء وفد تقني في الشركة بزيارة دول عدة حول العالم، استخدموا فيها الشريحة لإثبات فعاليتها عالمياً، اذ مع بطاقة “Go Sim” الدولية يمكن توفير ما يصل إلى 85% عند الاتصال من الخارج في 180 بلدا مع أسعار «تجوال» (رومنغ) منخفضة ومتدنية تتراوح بين 19 إلى 29 سنتا أمريكيا في الدقيقة الواحدة. وهذا ما يعني استخدام المحادثة أو المكالمة ست مرات أكثر من استخدام الخدمة المعتادة التي تقدمها شركات اتصالات أخرى اثناء السفر في جميع انحاء العالم. ويمكن أيضا الحصول مجانا على المكالمات التي تتلقاها في أكثر من 70 بلدا. وخلافاُ لموردين بديلين دوليين اخرين لشريحات "Sim" مع "Go Sim" ليست هناك تكاليف حقيقية، ولا رسوم خدمة يومية، ولا عقود ولا يوجد رسوم خدمة شهرية أو سنوية.
- مزايا شريحة ”Go Sim” :
- مدة المكالمة تطول ست مرات أكثر بسعر 85% اقل من أي خدمة تقدمها شركات أخرى اثناء السفر في 180 بلدا.
- يستطيع العميل الحصول على رقم لهاتف نقال (Mobile) في بريطانيا والولايات المتحدة.
- أسعار الدقيقة الواحدة في خدمة التجوال الدولي (Roaming) تتراوح بين 19 و 29 سنتا أمريكيا.
- تشمل الأسعار كافة الضرائب (ضريبة القيمة المضافة، ضريبة المبيعات ولا تضاف أي ضريبة على سعر المبيع).
- تلقي مكالمات مجانية غير محدودة واردة في أكثر من 70 بلدا على الرقم +44 البريطاني الخاص، بما في ذلك الولايات المتحدة الأمريكية وكندا.
- يستطيع العميل استقبال رسائل قصيرةSMS إلى الهاتف.
- بيانات البطاقات المسبقة الدفع موجودة في أكثر من 140 بلدا بسعر 65 بنسا بريطانيا أو دولارا واحداً لكل «ميغابايت».
- لا يوجد أي رسوم لعدم الاتصال، أو فتح الخط اليومي أو الشهري.
- تحويل المكالمات من الرقم المستخدم إلى رقم اخر.
- يستطيع العميل الوصول إلى خدمة العملاء مباشرة على الهواء من الهاتف على مدة 24 ساعة / 7 أيام، أو باستخدام الهاتف المجاني في 15 بلدا.
- يستطيع العميل تعبئة أو شحن شريحته أو شراءها عبر الهاتف أو الإنترنت، أو تفعيل ذلك اوتوماتيكيا.
- بما ان الشريحة مدفوعة مسبقا، ليست هناك عقود، ولا يتم التحقق من التاريخ الائتماني للعميل.
- عرض سجلات المكالمات والايصالات عبر الإنترنت في الوقت الحقيقي.
- يمكن تسليم شريحة "Go Sim" إلى منزل العميل. في اليوم التالي في بريطانيا، أستراليا، كندا، الولايات المتحدة الأمريكية.
- ضمان عودة الأموال في غضون 30 يوما.
- يعمل على أي جهاز هاتف نقال غير مقفل متوافق مع نظام GSM.

## المشاريع الأخرى
- أسس اثناء تواجده في رومانيا المدرسة العربية الخاصة في بوخارست التي تعمل على خدمة أبناء الجاليات العربية المقيمة والعاملة في رومانيا برسوم دراسية بسيطة.
- مشروع المدينة الجامعية في أربيل (غير منفذ)
- Azad Sport في أربيل عبارة عن مدينة رياضية متكاملة تحتوي على منتجع صحي، فندق صغير، وملاعب تنس ومطاعم.
- مشروع سياحي في منطقة «بيخال» شمال محافظة أربيل.

## معرض الصور

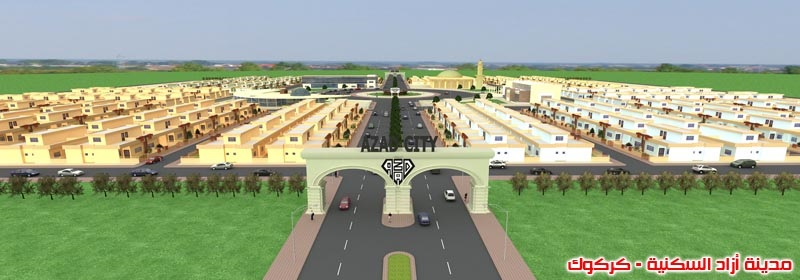
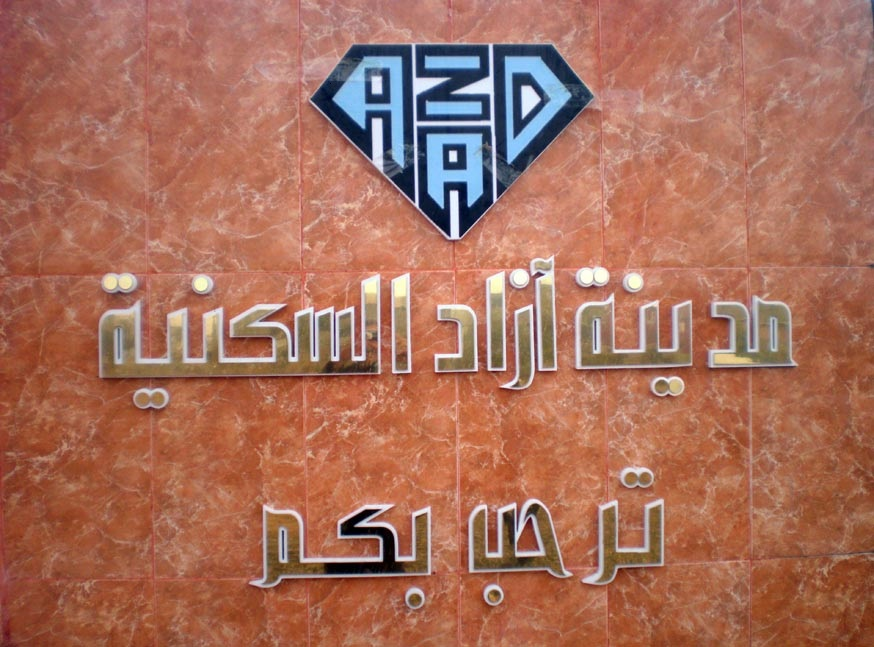
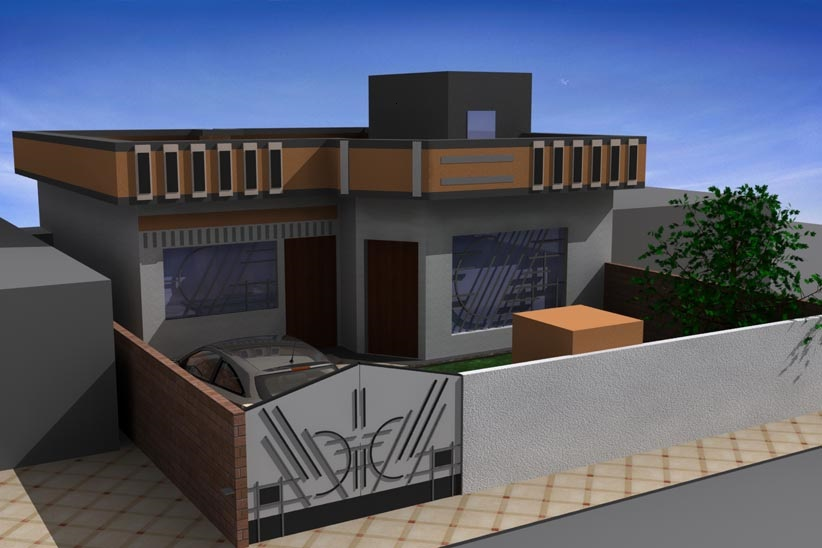
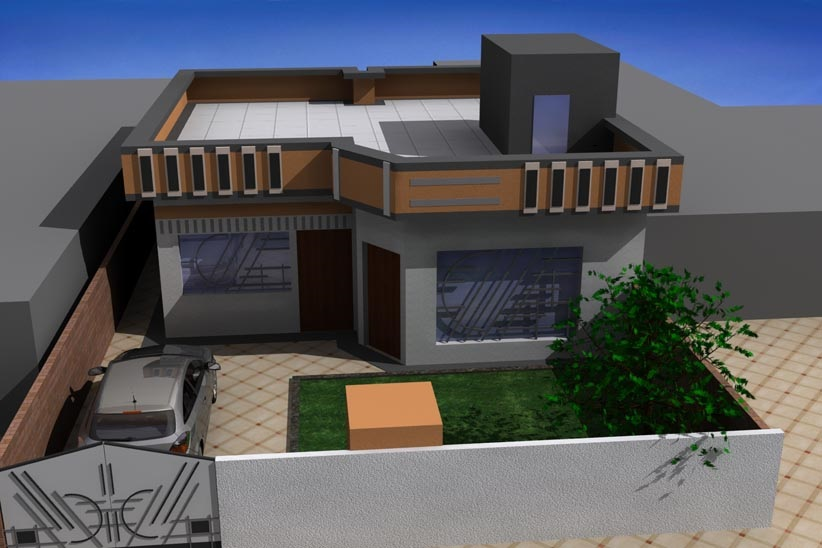
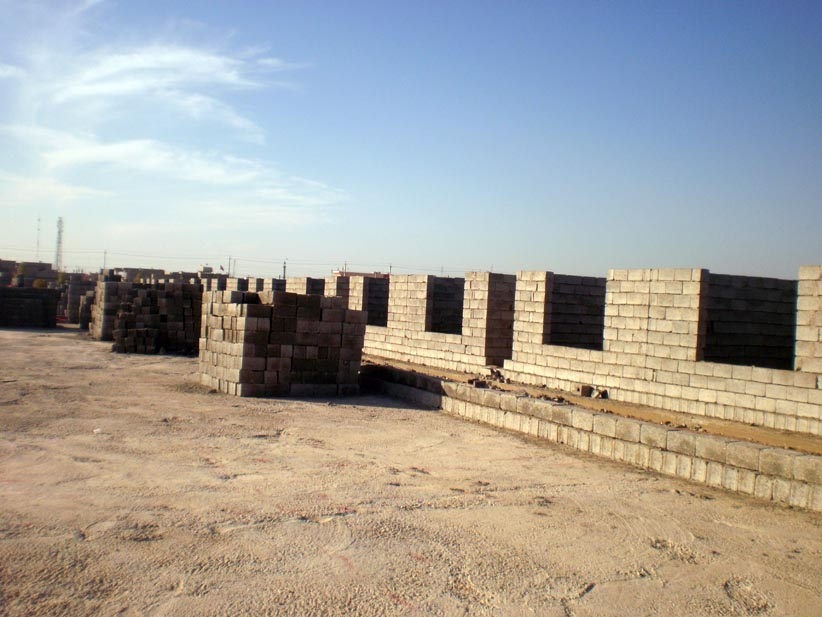
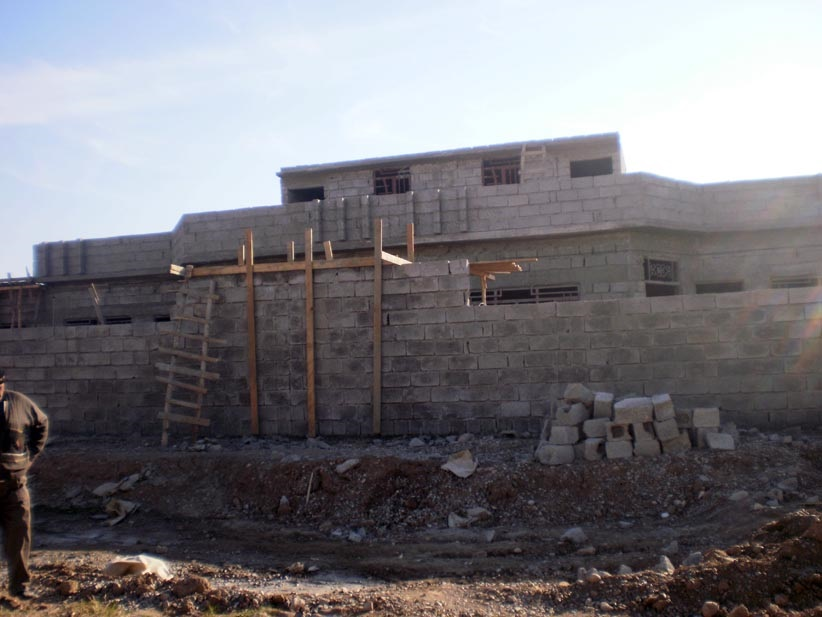
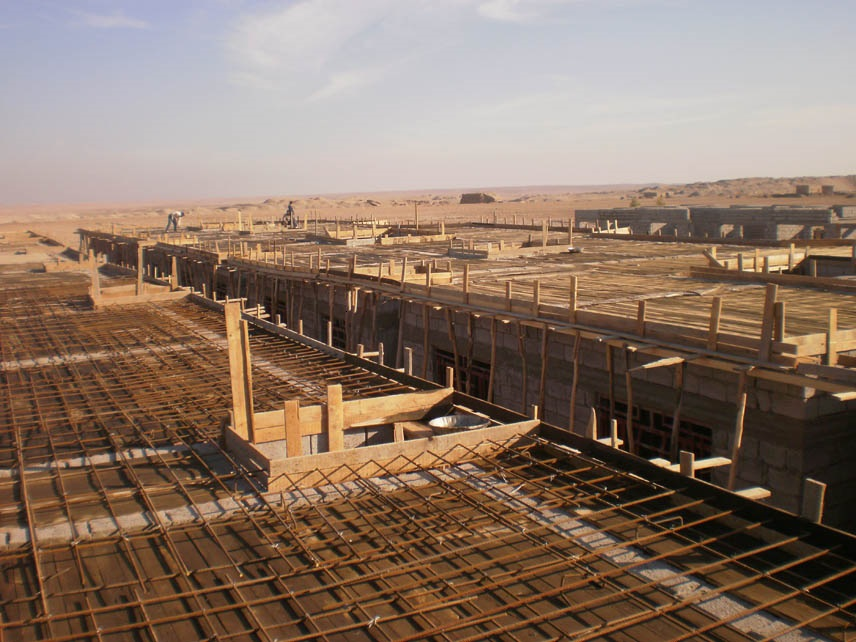
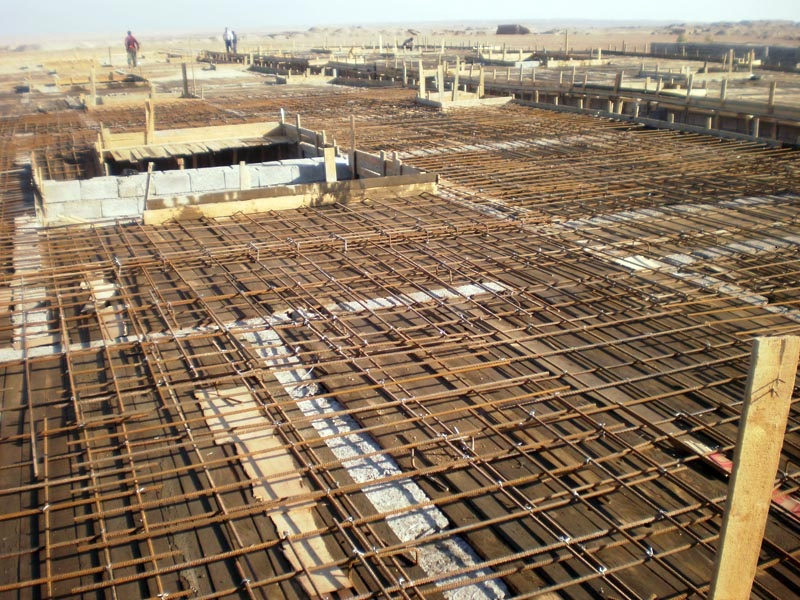
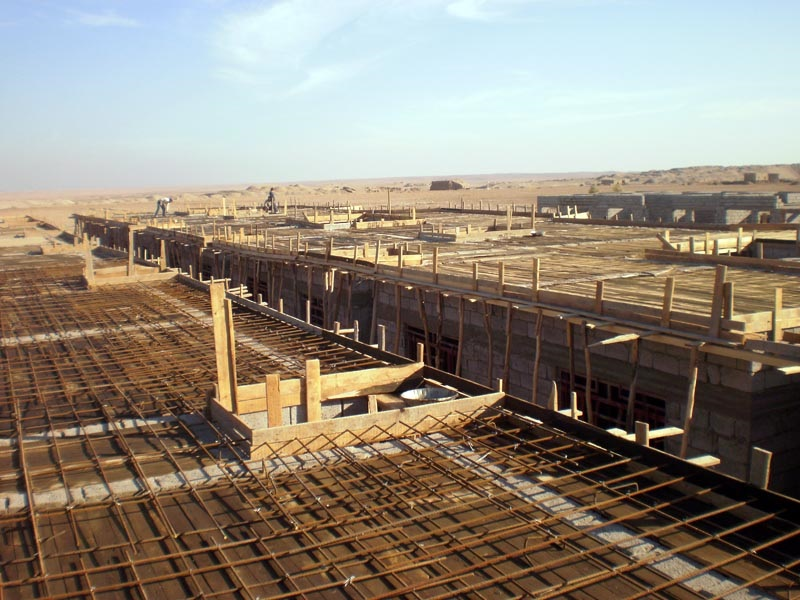
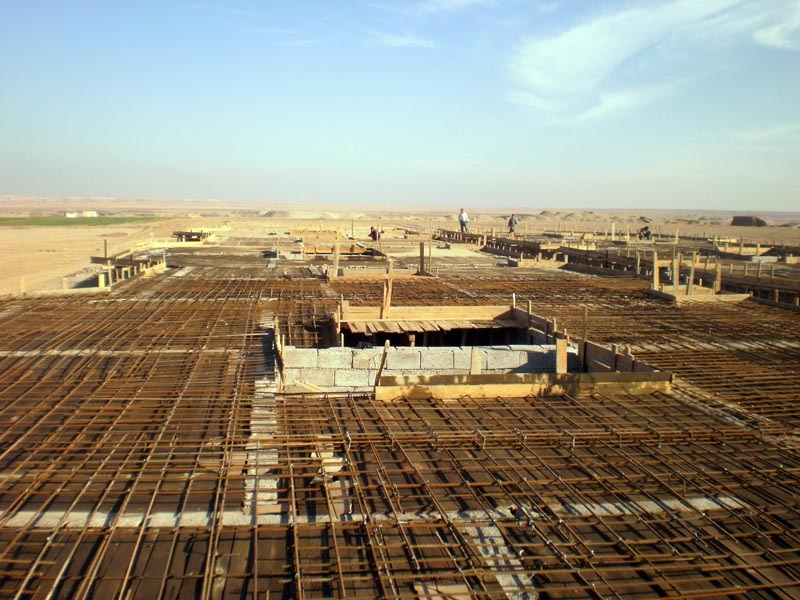
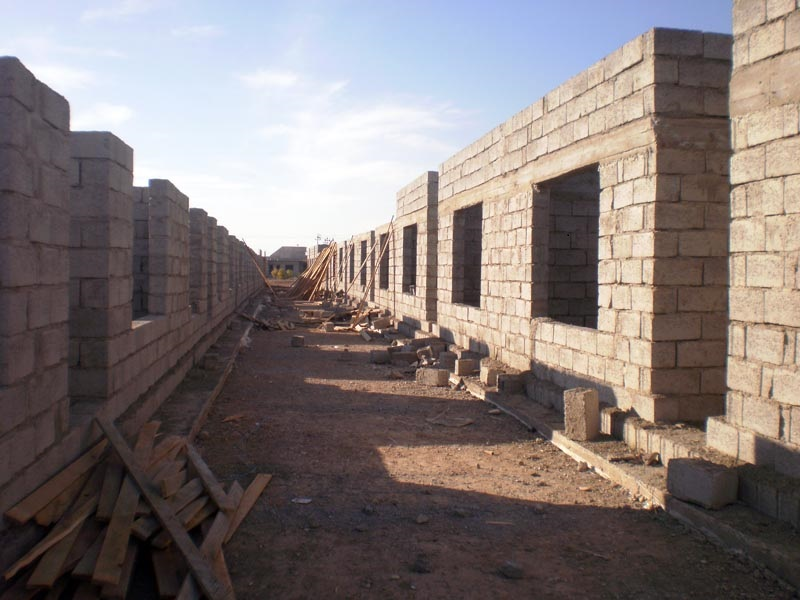
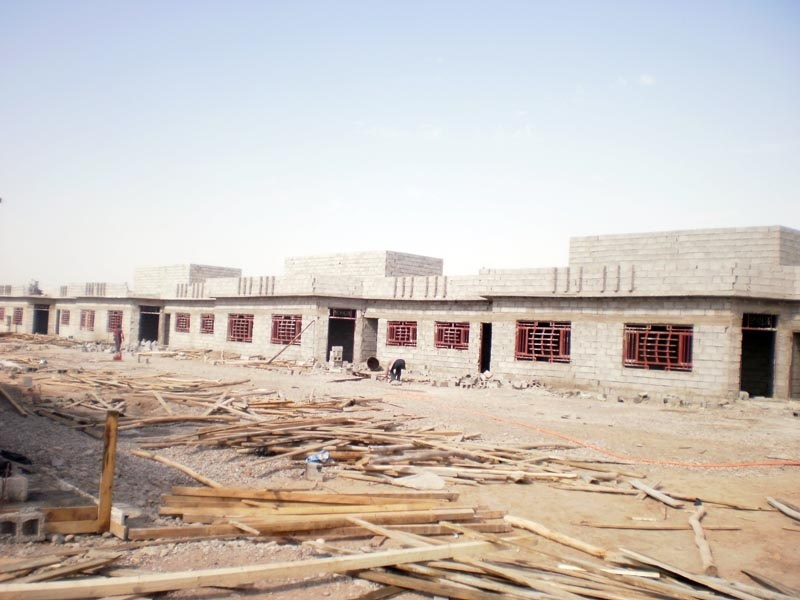
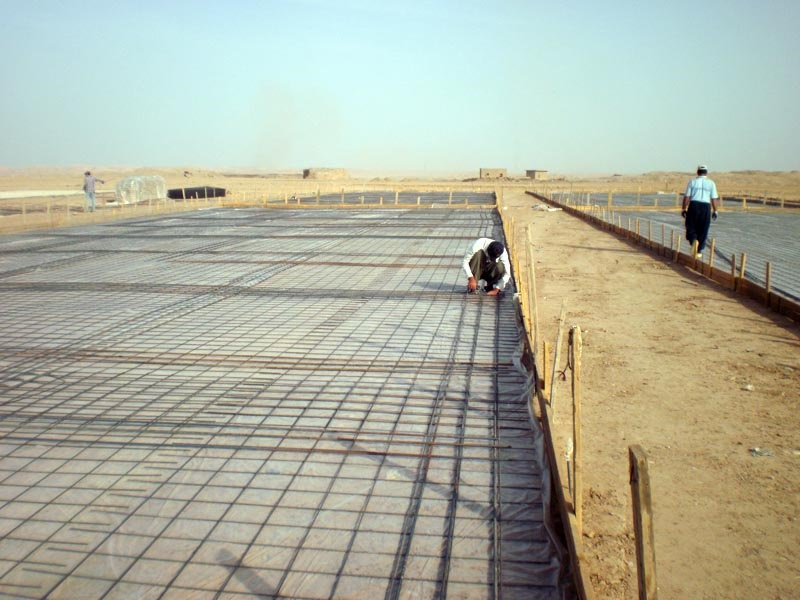
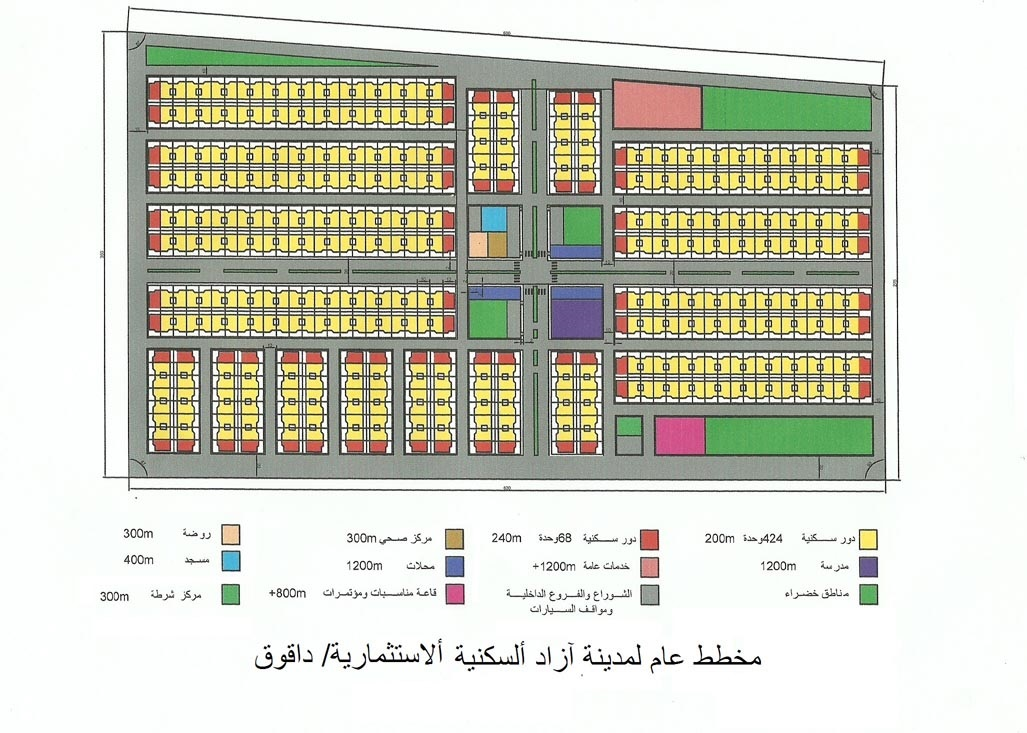
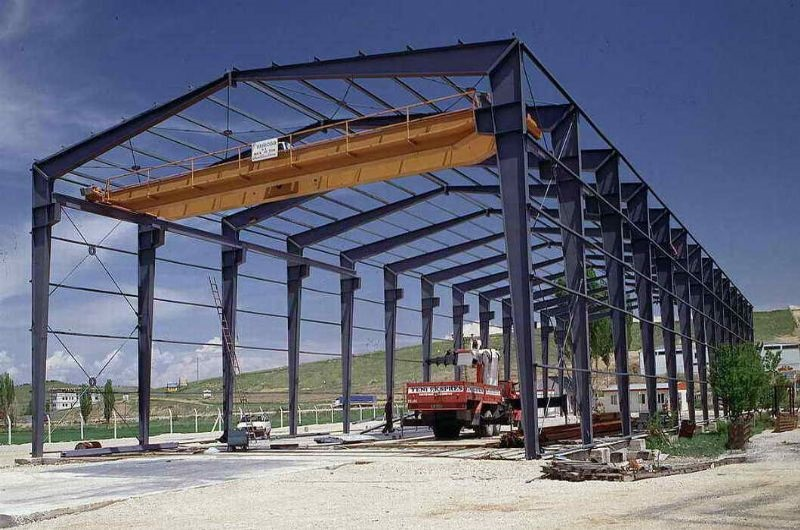
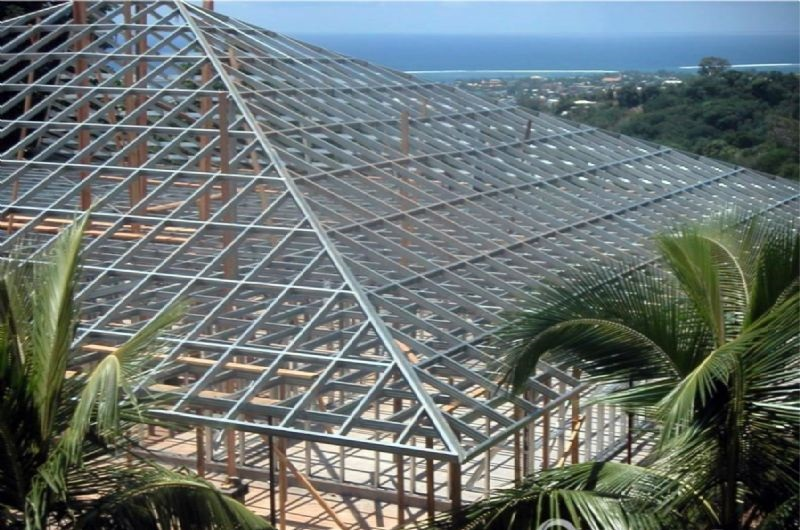
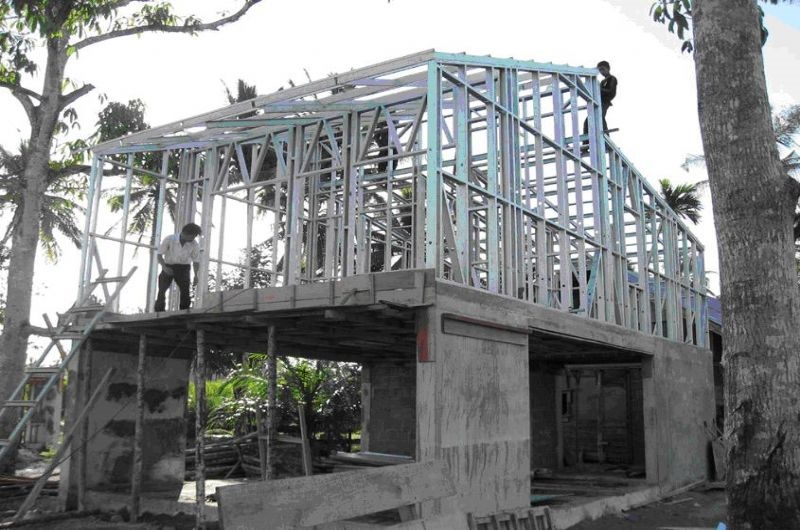
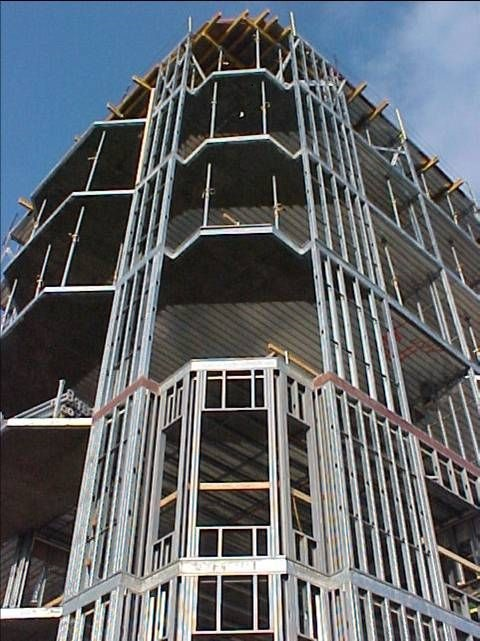
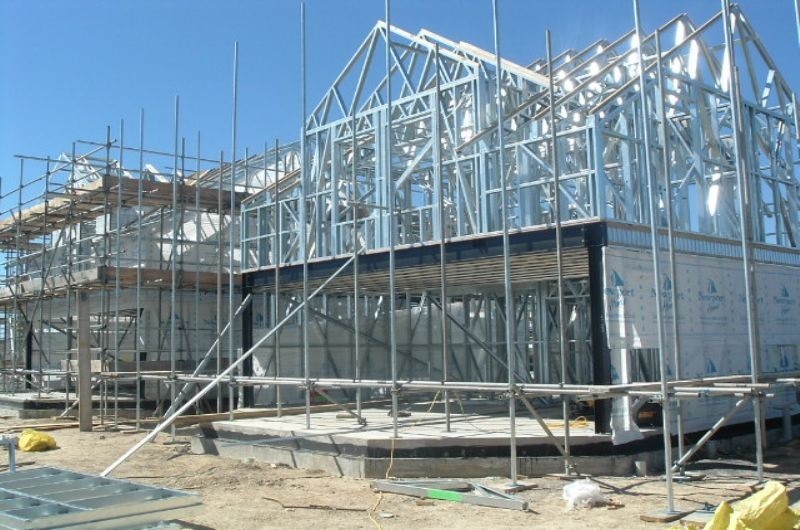
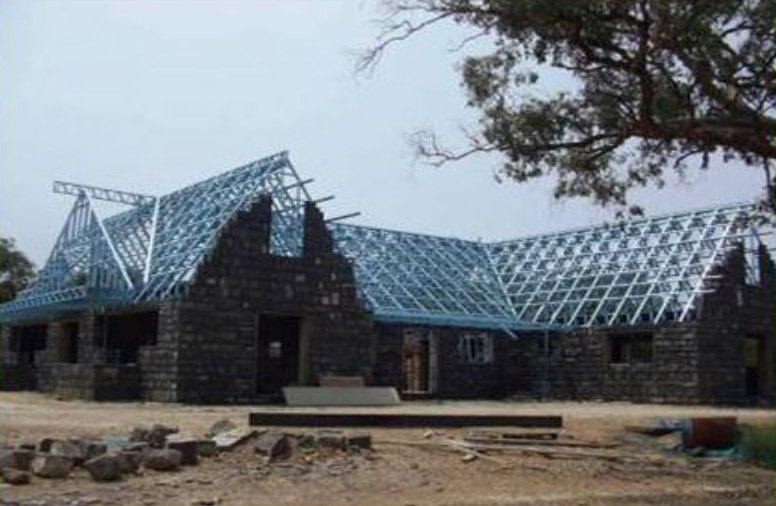
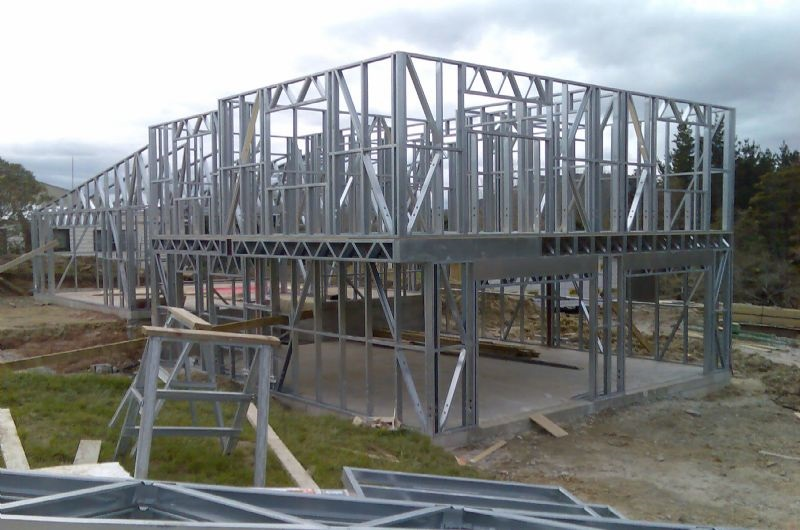
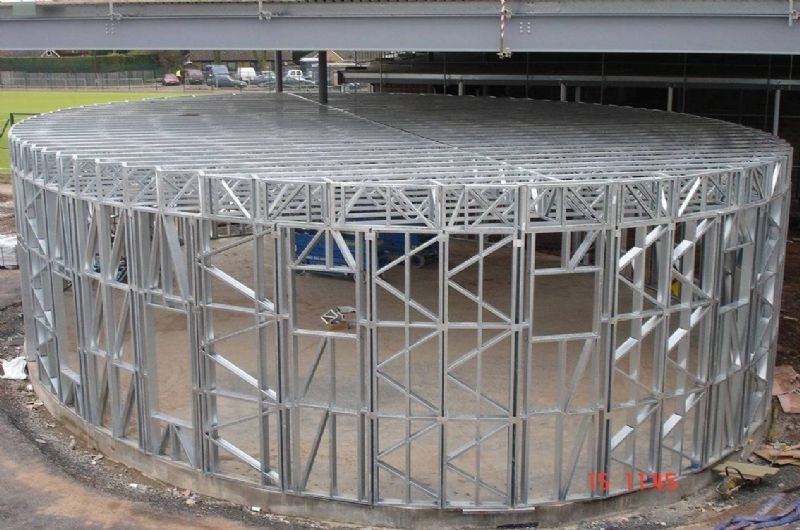
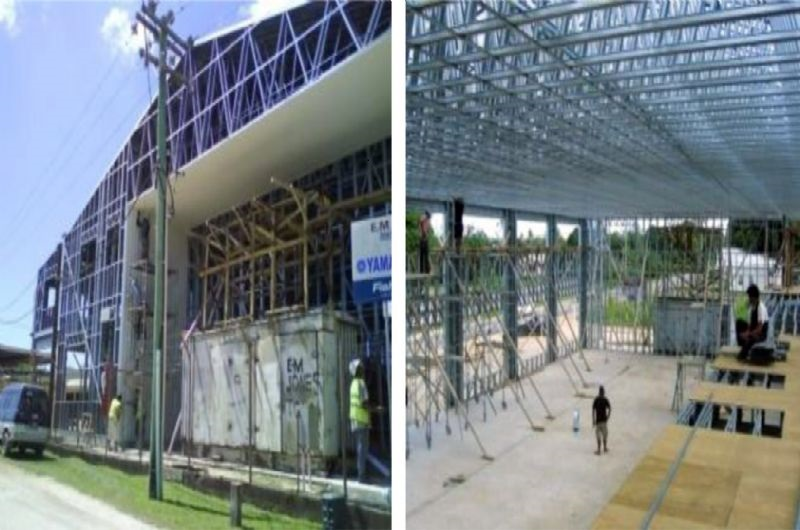
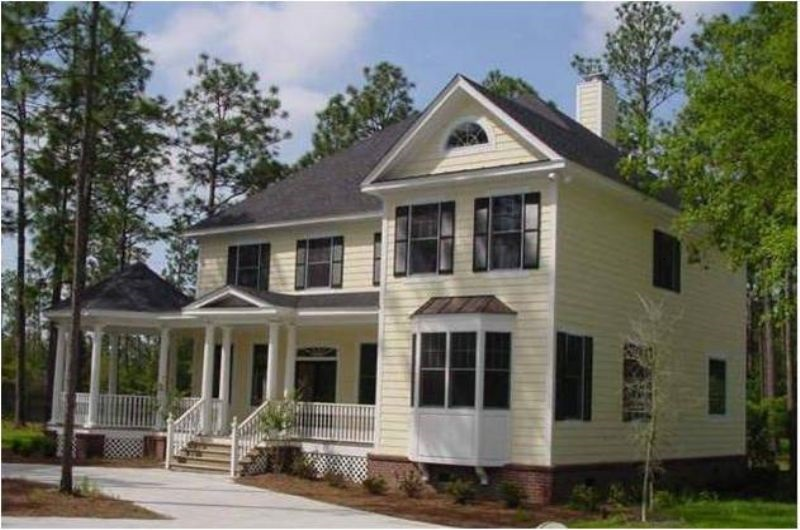

## وصلات خارجية
- شركة ازاد ستيل
- مدينة ازاد السكنية (ازاد سيتي)
- شبكة ازاد سيل
- هيئة استثمار كركوك